# پیپت جورجیای جنوبی
پیپت جورجیای جنوبی (نام علمی: Anthus antarcticus) نام یک گونه از سرده پیپت است.